# 南成瀬
南成瀬（みなみなるせ）は、東京都町田市の町名。現行行政地名は南成瀬一丁目から八丁目。郵便番号は194-0045。

## 地理
町田市の南東部に位置する。旧成瀬村の南側にあたる地域であるため南成瀬という地名になっている。JR横浜線の成瀬駅からは北側にある。
東は神奈川県横浜市緑区、南はつくし野一丁目と小川一丁目と成瀬が丘一丁目、二丁目、三丁目、西は高ヶ坂六丁目、七丁目、北は成瀬六丁目、七丁目、八丁目と神奈川県横浜市青葉区と接している。
地域全体が丘陵地であり、平坦な場所が極めて少ない。

### 河川
- 恩田川 - 成瀬との町境のすぐ北を流れる。町境は、恩田川の南岸のサイクリング道路またはさらに南に並行する道路上である[5][6][7][8]。
- 小川 - 七丁目と八丁目の間を流れる。

### 地価
住宅地の地価は、2014年（平成26年）1月1日の公示地価によれば、南成瀬5丁目26番5の地点で21万8000円/m2となっている。

## 歴史
宅地開発がなされ、成瀬から分立。

### 沿革
- 1979年（昭和54年）6月10日 - 成瀬の一部より、南成瀬一〜七丁目を新設。
- 1992年（平成4年）7月13日 - 成瀬、小川、南成瀬七丁目の一部より、南成瀬八丁目を新設。

## 世帯数と人口
2018年（平成30年）1月1日時点の世帯数と人口は以下の通りである。
| 丁目         | 世帯数    | 人口     |
| ------------ | --------- | -------- |
| 南成瀬一丁目 | 1,255世帯 | 2,805人  |
| 南成瀬二丁目 | 608世帯   | 1,409人  |
| 南成瀬三丁目 | 513世帯   | 1,069人  |
| 南成瀬四丁目 | 500世帯   | 1,014人  |
| 南成瀬五丁目 | 868世帯   | 1,836人  |
| 南成瀬六丁目 | 580世帯   | 1,232人  |
| 南成瀬七丁目 | 366世帯   | 738人    |
| 南成瀬八丁目 | 163世帯   | 404人    |
| 計           | 4,853世帯 | 10,507人 |

## 小・中学校の学区
市立小・中学校に通う場合、学区は以下の通りとなる。
| 丁目         | 番地 | 小学校                 | 中学校               | 選択可能校         |
| ------------ | ---- | ---------------------- | -------------------- | ------------------ |
| 南成瀬一丁目 | 全域 | 町田市立成瀬小学校     | 町田市立南成瀬中学校 |                    |
| 南成瀬二丁目 | 全域 | 町田市立成瀬小学校     | 町田市立南成瀬中学校 |                    |
| 南成瀬三丁目 | 全域 | 町田市立成瀬小学校     | 町田市立南成瀬中学校 |                    |
| 南成瀬四丁目 | 全域 | 町田市立成瀬小学校     | 町田市立南成瀬中学校 |                    |
| 南成瀬五丁目 | 全域 | 町田市立成瀬小学校     | 町田市立南成瀬中学校 |                    |
| 南成瀬六丁目 | 全域 | 町田市立成瀬小学校     | 町田市立南成瀬中学校 |                    |
| 南成瀬七丁目 | 全域 | 町田市立成瀬小学校     | 町田市立南成瀬中学校 |                    |
| 南成瀬八丁目 | 全域 | 町田市立つくし野小学校 | 町田市立南成瀬中学校 | 町田市立成瀬小学校 |

## 町内会・自治会
地域内に以下の町内会が組織されており、防災・環境美化・防犯パトロール・祭りやスポーツ大会を主とした地域交流イベントの開催など、様々な活動が行われている。
- 南成瀬ひふみ町内会（南成瀬１～３丁目）
- 南成瀬中央町内会　（南成瀬４～６丁目）
- 南成瀬ひがし町内会（南成瀬７～８丁目）

## 交通

### 鉄道
一〜七丁目は、JR東日本横浜線の成瀬駅が最寄駅である。八丁目は、東急田園都市線のつくし野駅、もしくはJR東日本横浜線と東急田園都市線の長津田駅が最寄駅の所がほとんどである。

### 路線バス
「成瀬駅」バス停留所などから神奈川中央交通の路線バスで町田バスセンター行き、こどもの国駅行き、つくし野駅行きなどがある。

### 主な道路
- 成瀬中央通り

## 施設
公共施設
- 町田市なるせ駅前市民センター

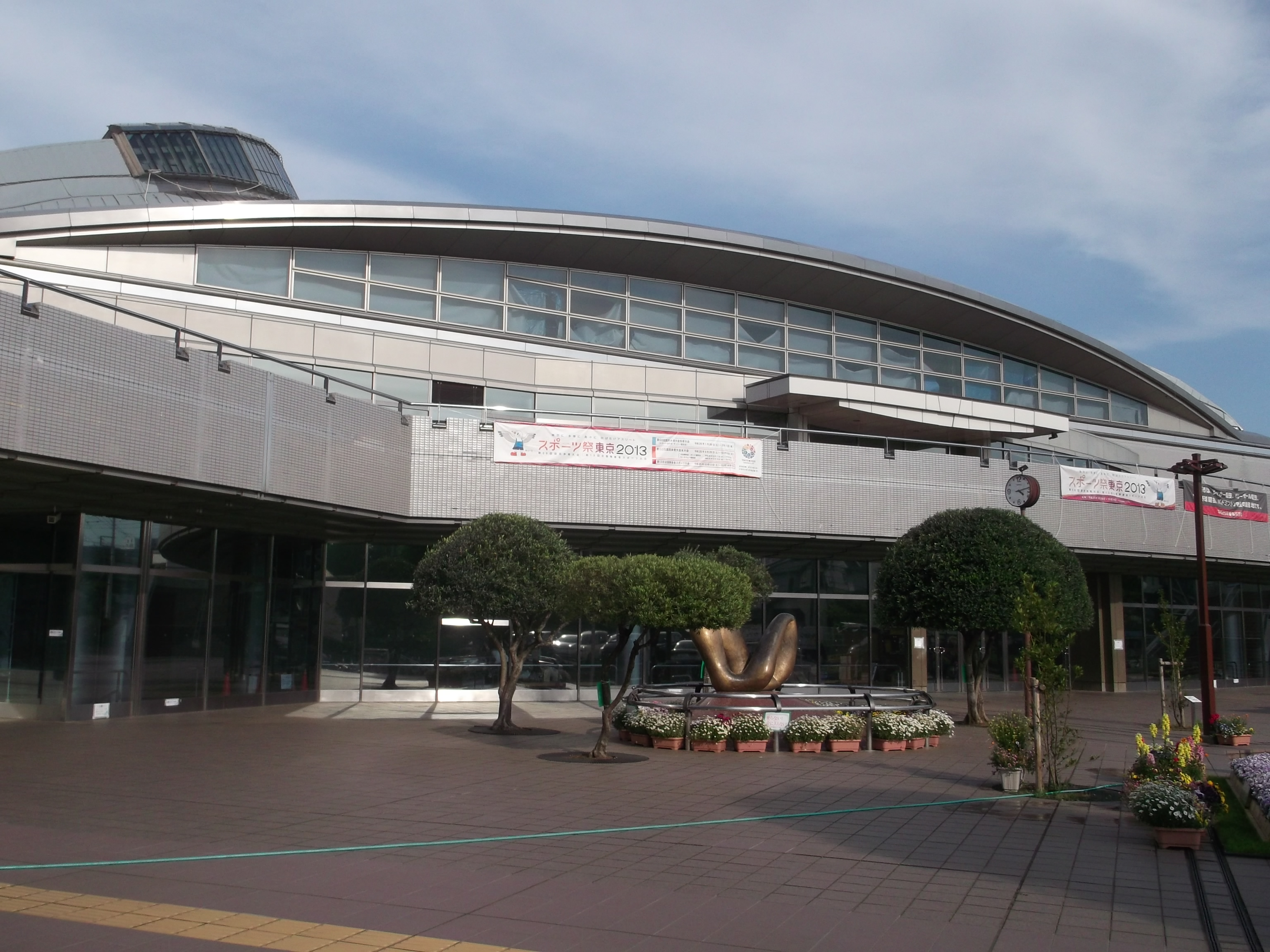
町田市立総合体育館

- 町田市立総合体育館 - Fリーグのペスカドーラ町田の本拠地
- 町田市成瀬クリーンセンター - 下水処理場。敷地内にはテニスコート、卓球場がある。

教育
- 町田市立成瀬小学校（仮校舎）
- 町田市立南成瀬中学校

警察
- 町田警察署成瀬駅前交番

郵便局
- 成瀬駅前郵便局

金融機関
- りそな銀行成瀬支店
- 横浜銀行成瀬支店

農業協同組合
- JA町田市成瀬駅前支店

商業
- そうてつローゼン成瀬店
  - ハックドラッグ
  - 文教堂
  - ダイソー
- 成城石井成瀬店
- ビッグ・エー成瀬北口駅前店
- クリエイトSD南成瀬店

商店会組織としては南成瀬共栄会があり、地域貢献活動が活発である。
毎年8月の第1土曜・日曜に、南成瀬共栄会と成瀬商友会の主催で成瀬駅北口のロータリーを会場とする「成瀬まつり」が開催される。
公園
- 南成瀬中央公園
- 城山公園
- 会下山公園
- 天神原公園
- 西山児童公園
- 堂之坂公苑
- 東光寺公園
- 東方公園

史跡
- 成瀬城跡